# Cryptoblepharus cognatus
Cryptoblepharus cognatus (Boettger, 1881) è un sauro della famiglia Scincidae, endemico del Madagascar.

## Distribuzione e habitat
La specie è diffusa sull'isola di Nosy Be e nelle vicine Nosy Ambariobe, Nosy Fanihy, Nosy Mitsio, Nosy Sakatia e Nosy Tanikely.